# Leichtathletik-Weltmeisterschaften 1995/Teilnehmer (Australien)
| Goldmedaillen | Silbermedaillen | Bronzemedaillen |
| ------------- | --------------- | --------------- |
| ––            | 1               | 1               |

Australien stellte mindestens 17 Teilnehmerinnen und 26 Teilnehmer bei den Leichtathletik-Weltmeisterschaften 1995 in der schwedischen Stadt Göteborg.

## Medaillen
Mit je einer gewonnenen Silber- und Bronzemedaille belegte das australische Team Platz 27 im Medaillenspiegel.
 Silber
- Paul Henderson, Tim Jackson, Steve Brimacombe und Damien Marsh: 4 × 100 m

 Bronze
- Lee Naylor, Renée Poetschka, Melinda Gainsford-Taylor und Cathy Freeman: 4 × 400 m

## Ergebnisse

### Männer

#### Laufdisziplinen
| Athlet/en                                                      | Disziplin    | Vorlauf      | Vorlauf | Viertelfinale      | Viertelfinale      | Halbfinale         | Halbfinale         | Finale             | Finale             |
| Athlet/en                                                      | Disziplin    | Zeit         | Platz   | Zeit               | Platz              | Zeit               | Platz              | Zeit               | Platz              |
| -------------------------------------------------------------- | ------------ | ------------ | ------- | ------------------ | ------------------ | ------------------ | ------------------ | ------------------ | ------------------ |
| Paul Henderson                                                 | 100 m        | 10,35 s      | 20      | 10,34 s            | 19                 | nicht qualifiziert | nicht qualifiziert | –––                | –––                |
| Damien Marsh                                                   | 100 m        | 10,28 s      | 17      | 10,25 s            | 12                 | 10,20 s            | 9                  | nicht qualifiziert | nicht qualifiziert |
| Shane Naylor                                                   | 100 m        | 10,45 s      | 36      | 10,49 s            | 35                 | nicht qualifiziert | nicht qualifiziert | –––                | –––                |
| Steve Brimacombe                                               | 200 m        | 20,88 s      | 36      | nicht qualifiziert | nicht qualifiziert | –––                | –––                | –––                | –––                |
| Dean Capobianco                                                | 200 m        | 20,74 s      | 20      | 20,52 s            | 11                 | 20,59 s            | 12                 | nicht qualifiziert | nicht qualifiziert |
| Damien Marsh                                                   | 200 m        | 20,65 s      | 11      | 20,49 s            | 9                  | 20,39 s            | 8                  | nicht qualifiziert | nicht qualifiziert |
| Paul Greene                                                    | 400 m        | 46,25 s      | 24      | 46,36 s            | 42                 | nicht qualifiziert | nicht qualifiziert | –––                | –––                |
| Michael Joubert                                                | 400 m        | 46,31 s      | 30      | 46,61 s            | 29                 | nicht qualifiziert | nicht qualifiziert | –––                | –––                |
| Brendan Hanigan                                                | 800 m        | 1:50,25 min  | 38      |                    |                    | nicht qualifiziert | nicht qualifiziert | –––                | –––                |
| Shaun Creighton                                                | 5000 m       | 13:29,43 min | 12      |                    |                    |                    |                    | nicht qualifiziert | nicht qualifiziert |
| John Andrews                                                   | Marathon     |              |         |                    |                    |                    |                    | 2:20:32 h          | 23                 |
| Steve Moneghetti                                               | Marathon     |              |         |                    |                    |                    |                    | 2:16:13 h          | 8                  |
| Sean Quilty                                                    | Marathon     |              |         |                    |                    |                    |                    | 2:37:01 h          | 52                 |
| Kyle Vander-Kuyp                                               | 110 m Hürden | 13,47 s      | 5       | 13,29 s            | 3                  | 13,36 s            | 5                  | 13,30 s            | 5                  |
| Simon Hollingsworth                                            | 400 m Hürden | 50,64 s      | 34      |                    |                    | nicht qualifiziert | nicht qualifiziert | –––                | –––                |
| Rohan Robinson                                                 | 400 m Hürden | 49,63 s      | 20      |                    |                    | nicht qualifiziert | nicht qualifiziert | –––                | –––                |
| Paul Henderson, Tim Jackson, Steve Brimacombe und Damien Marsh | 4 × 100 m    | 38,28 s OZ   | 1       |                    |                    | 38,17 s OZ         | 2                  | 38,50 s            | Silber             |
| Rohan Robinson, Michael Joubert, Mark Ladbrook und Paul Greene | 4 × 400 m    | 3:03,07 min  | 13      |                    |                    |                    |                    | nicht qualifiziert | nicht qualifiziert |
| Nicholas A’Hern                                                | 20 km Gehen  |              |         |                    |                    |                    |                    | 1:23:45 h          | 11                 |
| Michael Harvey                                                 | 50 km Gehen  |              |         |                    |                    |                    |                    | 4:16:41 h          | 26                 |

#### Sprung-/Wurfdisziplinen
| Athlet          | Disziplin      | Qualifikation | Qualifikation | Finale             | Finale             |
| Athlet          | Disziplin      | Weite         | Platz         | Weite              | Platz              |
| --------------- | -------------- | ------------- | ------------- | ------------------ | ------------------ |
| Chris Anderson  | Hochsprung     | 2,24 m        | 22            | nicht qualifiziert | nicht qualifiziert |
| Tim Forsyth     | Hochsprung     | 2,29 m        | 1             | 2,25 m             | 8                  |
| Simon Arkell    | Stabhochsprung | 5,40 m        | 20            | nicht qualifiziert | nicht qualifiziert |
| James Miller    | Stabhochsprung | 5,20 m        | 25            | nicht qualifiziert | nicht qualifiziert |
| Andrew Murphy   | Dreisprung     | 16,37 m       | 22            | nicht qualifiziert | nicht qualifiziert |
| Werner Reiterer | Diskuswurf     | 57,60 m       | 30            | nicht qualifiziert | nicht qualifiziert |
| Andrew Currey   | Speerwurf      | 76,84 m       | 16            | nicht qualifiziert | nicht qualifiziert |

### Frauen

#### Laufdisziplinen
| Athletin/nen                                                            | Disziplin   | Vorlauf      | Vorlauf | Viertelfinale | Viertelfinale | Halbfinale         | Halbfinale         | Finale             | Finale             |
| Athletin/nen                                                            | Disziplin   | Zeit         | Platz   | Zeit          | Platz         | Zeit               | Platz              | Zeit               | Platz              |
| ----------------------------------------------------------------------- | ----------- | ------------ | ------- | ------------- | ------------- | ------------------ | ------------------ | ------------------ | ------------------ |
| Melinda Gainsford-Taylor                                                | 100 m       | 11,32 s      | 12      | 11,35 s       | 15            | 11,29 s            | 12                 | nicht qualifiziert | nicht qualifiziert |
| Cathy Freeman                                                           | 200 m       | 22,90 s      | 13      |               |               | 22,82 s            | 10                 | nicht qualifiziert | nicht qualifiziert |
| Melinda Gainsford-Taylor                                                | 200 m       | 22,71 s      | 8       |               |               | 22,61 s            | 8                  | nicht qualifiziert | nicht qualifiziert |
| Cathy Freeman                                                           | 400 m       | 51,29 s      | 9       |               |               | 50,49 s            | 4                  | 50,60 s            | 4                  |
| Lee Naylor                                                              | 400 m       | 52,37 s      | 29      |               |               | nicht qualifiziert | nicht qualifiziert | –––                | –––                |
| Renée Poetschka                                                         | 400 m       | 51,26 s      | 8       |               |               | 51,00 s            | 9                  | nicht qualifiziert | nicht qualifiziert |
| Anne Cross                                                              | 5000 m      | 16:09,32 min | 36      |               |               |                    |                    | nicht qualifiziert | nicht qualifiziert |
| Carolyn Schuwalow                                                       | 5000 m      | 15:37,62 min | 16      |               |               |                    |                    | –––                | –––                |
| Susan Mahony                                                            | Marathon    |              |         |               |               |                    |                    | 2:37:38 h          | 18                 |
| Kerry McCann                                                            | Marathon    |              |         |               |               |                    |                    | 2:36:29 h          | 15                 |
| Lee Naylor, Renée Poetschka, Melinda Gainsford-Taylor und Cathy Freeman | 4 × 400 m   | 3:26,08 min  | 7       |               |               |                    |                    | 3:25,88 min        | Bronze             |
| Anne Manning                                                            | 10 km Gehen |              |         |               |               |                    |                    | 46:04 min          | 34                 |
| Kerry Saxby-Junna                                                       | 10 km Gehen |              |         |               |               |                    |                    | 43:06 min          | 9                  |

#### Sprung-/Wurfdisziplinen
| Athletin             | Disziplin  | Qualifikation | Qualifikation | Finale             | Finale             |
| Athletin             | Disziplin  | Weite/Höhe    | Platz         | Weite/Höhe         | Platz              |
| -------------------- | ---------- | ------------- | ------------- | ------------------ | ------------------ |
| Alison Inverarity    | Hochsprung | 1,85 m        | 24            | nicht qualifiziert | nicht qualifiziert |
| Nicole Boegman       | Weitsprung | 6,51 m        | 14            | nicht qualifiziert | nicht qualifiziert |
| Daniela Costian      | Diskuswurf | 61,42 m       | 8             | 56,46 m            | 12                 |
| Lisa-Marie Vizaniari | Diskuswurf | 59,24 m       | 14            | nicht qualifiziert | nicht qualifiziert |
| Kate Farrow          | Speerwurf  | 49,24 m       | 28            | nicht qualifiziert | nicht qualifiziert |
| Louise McPaul        | Speerwurf  | 59,30 m       | 13            | nicht qualifiziert | nicht qualifiziert |
| Joanna Stone         | Speerwurf  | 59,52 m       | 12            | 63,74 m            | 5                  |

#### Siebenkampf
| Name          | 100 m Hürden  | Hochsprung    | Kugelstoßen   | 200 m         | Weitsprung   | Speerwurf     | 800 m             | Punkte | Platz |
| Jane Jamieson | 14,43 s 918 P | 1,86 m 1054 P | 12,75 m 711 P | 24,86 s 900 P | 6,18 m 905 P | 45,04 m 764 P | 2:15,84 min 881 P | 6133   | 14    |